# Європейське газове кільце
Європе́йське га́зове кі́льце — система газопроводів країн-членів ЄС, створена на основі національних мереж газопроводів Німеччини, Нідерландів, Бельгії, Італії, Франції. Формування почалося з кінця 60-х рр. 20 століття. 
- Північна ділянка кільця: газопровід Емс-Доларт-Бремен-Гамбург з відгалуженнями на Ганновер і Кассель.
- Західна ділянка включає газопровід Гронінген-Париж-Русин-Ліон.

- Південна ділянка складається з північно-італійської мережі Турин — Верона.
- Східна ділянка — газопровід Фульда — Бамберг — Регенсбург — Мюнхен — Верона.

З Марселю та Спеції до кільця подається скраплений природний газ з Алжиру та Лівії.